# Jackson Yueill
Jackson William Yueill (ur. 19 marca 1997 w Bloomington) – amerykański piłkarz występujący na pozycji środkowego pomocnika, reprezentant Stanów Zjednoczonych, od 2025 roku zawodnik New England Revolution.